# Toncy van Eersel
Toncy van Eersel (Eindhoven, 22 december 1973) is een Nederlandse actrice. Ze brak bij het Nederlandse publiek door met haar rol als Sacha de Graaf in de serie Westenwind, die zij speelde van 1999 tot 2001. Verder kreeg ze in 2001 ook bekendheid toen ze tijdelijk de rol speelde van Charlie Fischer in Goede tijden, slechte tijden.
In 2005 speelde Toncy in de televisieserie Grijpstra & De Gier, de rol van Annemarie Terbrugge. Daarnaast speelde ze ook in Novellen: Blackout, in 2001.

## Filmografie

### Films
- Novellen: Blackout (kortfilm, 2001) – barmeisje
- High 5 (kortfilm, 2001) – Honey

### Televisieseries
- Westenwind – Sacha de Graaf (50 afl., 1999–2000)
- Goede tijden, slechte tijden – Charlie Fischer (12 afl., 2001)
- Grijpstra & De Gier – Annemarie Terbrugge (afl. "Nachtwerk", 2005)